# Jason Miller (peleador)
Jason Nicholas «Mayhem» Miller (Fayetteville, Carolina del Norte, 24 de diciembre de 1980) es un artista marcial mixto y presentador de televisión estadounidense. Ha peleado en UFC, Strikeforce, WFA, WEC y DREAM. Miller fue el presentador de la serie de telerrealidad Bully Beatdown de MTV.

## Primeros años
Miller nació en Fayetteville, Carolina del Norte, y creció en Fort Bragg, Carolina del Norte. El padre de Miller era paracaidista de la 82.ª División Aerotransportada del ejército de los Estados Unidos. Después de que Miller fuera expulsado de la escuela secundaria por pelear, él y su familia tuvieron que mudarse cuarenta millas para que Miller pudiera asistir a la escuela en un nuevo distrito.
Miller desarrolló interés por los deportes de combate a una edad temprana. Obtuvo su cinturón amarillo en taekwondo a los once años, se unió al equipo de lucha de su escuela secundaria y desafiaba a los instructores de las escuelas de karate locales a entrenar. Miller comenzó a practicar artes marciales mixtas, específicamente después de ser expulsado del judo. Hizo su debut en artes marciales mixtas a la edad de diecisiete años, enfrentándose a Al «Superman» Dill, de veintisiete años, en un evento de Virginia Beach. Miller ganó la pelea por decisión y se embarcó en una carrera en las artes marciales mixtas profesionales.

## Carrera
El 16 de octubre de 2004, Miller ganó su primer Campeonato Superbrawl con una victoria por rendición sobre Ronald Jhun. Durante el evento, estalló un motín y Miller recibió un puñetazo en la nuca de su compañero de lucha Mark Moreno. Esto preparó el escenario para un posterior combate de revancha en el que Miller derrotó a Moreno con un candado al brazo cruzado en el primer asalto.
El 2 de septiembre de 2006, Miller ganó el título de peso mediano de Icon Sport ante Robbie Lawler en una batalla de ida y vuelta. Después de ser sorprendido y casi finalizado por Lawler, Mayhem consiguió un triángulo de brazos y ganó por rendición en el tercer asalto. En diciembre del mismo año, Mayhem perdió su primera defensa del título ante Frank Trigg por nocaut técnico en el segundo asalto, pelea en la que era el favorito para ganar.
Miller ingresó al torneo DREAM 4 con poca antelación, avanzando a las semifinales antes de su eventual eliminación a manos de Ronaldo Souza en los cuartos de final. Miller perdió la pelea por decisión unánime.
Después de un período de enfrentamiento verbal en los medios japoneses, brasileños y estadounidenses, Miller y Souza pelearon una revancha por el cinturón de DREAM de peso mediano, que recientemente había quedado vacante después de la partida de Gegard Mousasi a la división de peso semipesado. La pelea terminó sin resultado después de que Miller le propinara una patada de fútbol ilegal a la frente de Souza, abriendo un gran corte y provocando la detención del médico. Ambos peleadores acordaron enfrentarse nuevamente en septiembre de 2009, pero el combate fue cancelado después de que Souza firmara con la promoción Strikeforce.
Miller luchó contra Jake Shields por el campeonato vacante de peso mediano de Strikeforce el 7 de noviembre de 2009 en CBS como parte de Strikeforce: Fedor vs Rogers. Miller perdió por decisión unánime (48-47, 49-46 y 49-46).
El 17 de abril de 2010, Miller derrotó a Tim Stout en Strikeforce: Nashville por nocaut técnico al 1:47 del primer asalto.
Se esperaba que Miller enfrentara a Robbie Lawler el 16 de junio de 2010 en Strikeforce: Los Ángeles, pero fue retirado de la cartelera después de que la Comisión Atlética de Tennessee lo suspendiera por su participación en la pelea de Nashville. Después de la victoria de Shields sobre el veterano de UFC y ex campeón de peso welter y peso medio de Pride FC, Dan Henderson, Miller confrontó a Jake Shields para pedir una revancha por el título. Aunque Shields no se sorprendió, Nick Diaz, Nate Diaz y el resto del equipo Gracie pelearon con Miller en la jaula, lo que llevó al locutor de CBS Gus Johnson a decir: «Caballeros, estamos en la televisión nacional».
Aunque Mayhem provocó agresivamente a Nick Diaz, una pelea entre los dos nunca se materializó. Mayhem, en cambio, luchó contra Kazushi Sakuraba el 25 de septiembre en DREAM 16. En entrevistas previas a la pelea, Miller expresó su deseo de someter a Sakuraba, diciendo: «Los Gracie no pudieron hacerlo. Yo quiero». Miller ganó la pelea con un triángulo de brazos.
El 22 de abril de 2011, Miller anunció a través de Twitter que tras la expiración de su contrato con Strikeforce, había firmado un contrato de varias peleas con UFC.

### Strikeforce: pelea en Nashville
El 17 de abril de 2010, tras la victoria de Jake Shields sobre Dan Henderson, Miller entró inesperadamente a la jaula durante la entrevista de Shields posterior a la pelea. Durante esa entrevista, Miller interrumpió a Shields y le preguntó: «¿Dónde está mi revancha, amigo?» Shields y su compañero Gilbert Meléndez respondieron empujando a Miller. Meléndez, Nick Diaz, Nate Diaz y otros miembros del lado de Cesar Gracie Jiu-Jitsu atacaron a Miller, iniciando una pelea masiva. La pelea finalmente fue interrumpida por los árbitros, los miembros del rincón de Dan Henderson y el personal de seguridad de Strikeforce. Miller y otros cinco participantes en la pelea recibieron suspensiones de tres meses y multas que oscilaron entre 5000 y 7500 dólares.
Tras los acontecimientos de la pelea de Nashville, Miller expresó interés en luchar contra Nick Diaz. Díaz, de 170 libras, se negó, afirmando que era el campeón de peso welter de Strikeforce y que necesitaba seguir peleando en ese peso. Le pidió a Miller que bajara a 170 libras para pelear con él. Miller continuó intentando preparar una pelea, ofreciendo 183 libras como peso acordado. Díaz contraofreció un peso de 181 libras. El director ejecutivo de Strikeforce, Scott Coker, expresó interés en programar una pelea, pero no pudo hacerlo antes de la adquisición de Strikeforce por parte de Zuffa.

### Regreso a la UFC
El 22 de abril de 2011, Miller firmó un acuerdo de varias peleas con UFC.
Se esperaba que Miller enfrentara a Aaron Simpson el 2 de julio de 2011 en UFC 132. Sin embargo, el 27 de mayo de 2011, se reveló que Miller entrenaría junto a Michael Bisping en la temporada 15 de The Ultimate Fighter. Miller fue reemplazado por Brad Tavares en la cartelera de UFC 132.
El 3 de diciembre de 2011, Bisping derrotó a Miller durante The Ultimate Fighter 14 Finale. Miller perdió la pelea por nocaut técnico a los 3:34 del tercer asalto.
Luego, Miller fue derrotado por C. B. Dollaway el 26 de mayo de 2012 en UFC 146. Después de derribar a Dollaway con una mano derecha, Miller pareció lesionarse la rodilla izquierda. Fue derribado por el resto de la pelea y perdió por decisión unánime (29-28, 30-26 y 29-28). Miller había declarado previamente en su página de Twitter que si perdía la pelea, se retiraría.
A pesar de la afirmación de Miller de que estaba considerando retirarse, Dana White optó por despedir a Miller un día después de su derrota ante Dollaway. White citó «travesuras detrás del escenario» no especificadas por parte de Miller como una razón parcial para el corte, además de que Miller fue un «payaso» en sus elecciones de vestuario antes de la pelea. Miller describió más tarde una breve confrontación con el funcionario detrás del escenario Burt Watson por el intento de Miller de usar una máscara de gas y una bolsa de papel de colores sobre su rostro para su salida.

### Incidente deMMA Hour
El 8 de octubre de 2012, Miller apareció en el programa de entrevistas en Internet de Ariel Helwani, MMA Hour, para promocionar su película Here Comes the Boom. Miller concedió la entrevista «en el personaje» de Lucky Patrick, su papel en la película, y se molestó cuando Helwani le pidió que concediera la entrevista como Jason Miller. Todavía en su personaje de Lucky Patrick, Miller salió furioso del set.

### Regreso a las artes marciales mixtas
El 26 de octubre de 2013, Miller anunció en su página oficial de Twitter que volvería a pelear. Venator FC anunció el 9 de febrero de 2016 que Miller se enfrentaría a Luke Barnatt en Venator FC III por el campeonato de peso mediano de la promoción el 21 de mayo. Después de perder peso por 24 libras, Miller fue retirado del combate y en su lugar luchó contra Mattia Schiavolin en una pelea de peso semipesado. Miller fue sometido con un mataleón.
En una entrevista de 2016 con Chael Sonnen, Miller dijo que la derrota ante Schiavolin lo ayudó a comenzar a cambiar su vida respecto de los problemas legales y la adicción a las drogas que lo han atormentado desde su retiro en 2012. También continuó diciendo que volvería a pelear, esta vez como peso semipesado.

## Problemas legales
En agosto de 2011, Miller fue arrestado en el condado de Chatham, Carolina del Norte. Fue acusado de agresión simple después de que su hermana acusó a Miller de agredirla en una fiesta en casa.
En agosto de 2012, Miller fue arrestado en Mission Viejo, California y acusado de allanamiento de morada y robo después de un incidente en una iglesia. El pastor de la iglesia le dijo a las autoridades que Miller había irrumpido en la iglesia y destruyó una variedad de fotografías, CD's y libros que se encontraban dentro. Miller también descargó un extintor de incendios, dejando un rastro de residuos hasta el segundo piso donde, según informes, la policía encontró a Miller desnudo durmiendo en un sofá. Fue detenido y luego puesto en libertad con una fianza de veinte mil dólares. El cargo fue desestimado cuando el pastor, el testigo acusador en el caso, dijo que sería mejor darle a Miller orientación espiritual en lugar de enviarlo a la cárcel.
Miller fue arrestado por cargos de agresión doméstica el 11 de agosto de 2013 y quedó en libertad bajo fianza al día siguiente. El 22 de agosto de 2013, Miller fue arrestado una vez más por agresión doméstica. En el tribunal el 26 de agosto, los dos cargos se combinaron en un caso con dos delitos graves de lesiones corporales a un cónyuge. Miller se declaró inocente y su fianza se fijó en cien mil dólares. El 9 de octubre de 2013, Miller fue detenido por un delito menor de desacato al tribunal por violar una orden de restricción de no contacto al enviar un mensaje de Snapchat a la presunta víctima. Fue fichado en la madrugada del 10 de octubre.
Miller fue arrestado por un delito grave de violencia doméstica el 9 de octubre de 2014, después de un enfrentamiento de cinco horas con un equipo SWAT afuera de su casa en el condado de Orange, California. Durante el transcurso del enfrentamiento, Miller brindó actualizaciones en vivo a través de su cuenta de Twitter.
El 7 de marzo de 2015, Miller fue arrestado afuera de un bar en Laguna Beach, California, y acusado de agresión a un oficial del orden público, peleas ilegales y resistencia al arresto. Los empleados del bar informaron que Miller estaba volátil y rompiendo vidrios dentro del establecimiento. Las imágenes de vídeo de un transeúnte mostraron a Miller esposado fuera del bar, gritando groserías y peleando con los agentes de policía.
El 16 de octubre de 2015, las autoridades respondieron a una llamada de disturbio doméstico en la residencia de Miller que involucraba a Miller y dos mujeres. Después de que llegaron los agentes, Miller les arrojó una losa de cerámica y los amenazó con un extintor de incendios y un poste de metal. La policía le disparó con un arma de electrochoque y lo arrestó por agresión.
El 7 de febrero de 2016, Miller fue arrestado en Irvine, California y acusado de conducir bajo los efectos del alcohol.
En marzo de 2016, Miller fue arrestado en Mission Viejo, California. Fue acusado de robo y vandalismo por irrumpir y destrozar una tienda de tatuajes en Lake Forest, California, dos meses antes.
El 11 de julio de 2016, Miller fue arrestado en Costa Mesa, California y acusado de dos cargos de agresión y agresión después de supuestamente herir a un guardia de seguridad y escupir a un oficial de policía en el restaurante Saddle Ranch Chop House. Posteriormente los cargos fueron desestimados.
En noviembre de 2017, Miller se declaró culpable de un delito grave de agresión doméstica. Miller recibió una sentencia suspendida de cuatro años de prisión y tres años de libertad condicional.
El 23 de octubre de 2018, Miller fue arrestado bajo cargos de delito grave de vandalismo en el condado de Orange después de destruir propiedad en la casa de su novia en La Habra, California. La novia de Miller afirmó que durante una discusión, Miller rompió una gran mesa de mármol, hizo agujeros en las paredes, derribó puertas y descarriló la puerta del garaje de la casa. Fue arrestado y recluido sin derecho a fianza en el centro de detención del condado de Orange. El delito grave de vandalismo conllevaba una pena máxima de ocho meses de cárcel, pero debido a la naturaleza del incidente, condenas previas y una violación de la libertad condicional, Miller enfrentaba hasta 23 años en una prisión estatal de California. Si bien inicialmente se declaró inocente, el 19 de julio de 2019 se informó que Miller había aceptado un acuerdo de declaración de culpabilidad y fue sentenciado a un año de cárcel y se le acreditaría el tiempo cumplido. Fue puesto en libertad en septiembre de 2019.

## Campeonatos y logros

### Artes marciales mixtas
- Icon Sport
  - Campeonato de peso mediano Icon Sport (una vez)
- Superbrawl
  - Campeonato de peso welter Superbrawl (una vez)
  - Campeonato norteamericano de peso welter (una vez; primero)
- Federación Internacional de Combate Deportivo
  - Campeonato de peso mediano de la Costa Este de la ISCF (una vez; primero)[40]
  - Una defensa del título
- Premios mundiales de AMM
  - Entrada a la jaula más memorable (2010 y 2009)

## Medios de comunicación
En el pasado, Miller apareció regularmente en The Jason Ellis Show en Sirius XM Radio Faction (Sirius XM) XM 52 Sirius 41 en "Mayhem Mondays!!" como experto en artes marciales mixtas y comediante, compartiendo divertidas anécdotas y opiniones. Regresó al Ellis Show por primera vez desde su encarcelamiento el 29 de octubre de 2019.
Miller también aparece brevemente en varios vídeos musicales de la banda TaintStick de Jason Ellis.
Miller también es autor de un artículo mensual para Fight!, una revista con artículos humorísticos sobre temas serios.
Fue el presentador del programa de telerrealidad de MTV Bully Beatdown en el que retaba a matones a una pelea con otros artistas marciales mixtos profesionales y, si aceptaban, tenían la oportunidad de ganar diez mil dólares. Si el acosador perdía, la persona a la que molestaba ganaba los diez mil dólares. En el primer episodio de la tercera temporada del programa, Miller se enfrentó al matón él mismo, haciéndole perder los diez mil dólares. Miller llamaba cariñosamente a sus seguidores Mayhem Monkeys ('[los] monos de Mayhem') y a sí mismo como el líder del «culto de los monos», y tenía un club de seguidores con «monos» numerados.
Jason Miller apareció en American Ninja Warrior de G4 y superó la ronda de clasificación con un tiempo de 2:55,0. Posteriormente fue eliminado en la segunda ronda de clasificación.
También aparece en los videojuegos EA Sports MMA de Electronic Arts y UFC Undisputed 3 de THQ.
Jason Miller apareció en el podcast The Joe Rogan Experience el 20 de julio de 2010 (episodio 31), el 30 de noviembre de 2010 (episodio 58) y el 28 de septiembre de 2011 (episodio 143).
Miller también aparece en Here Comes the Boom, en la que interpreta el papel de «Lucky» Patrick Murray, un luchador de MMA que sube al ring contra el personaje de Kevin James, Scott Voss, en la película.

## Registro de artes marciales mixtas
| Resultado     | Registro  | Oponente          | Método                                 | Evento                                             | Fecha                    | Asalto | Tiempo    | Localización                              | Notas |
| ------------- | --------- | ----------------- | -------------------------------------- | -------------------------------------------------- | ------------------------ | ------ | --------- | ----------------------------------------- | ----- |
| Derrota       | 23–10 (1) | Mattia Schiavolin | Rendición (rear-naked choke)           | Venator FC 3                                       | 21 de mayo de 2016       | 2      | 3:10      | Milán, Italia                             |       |
| Derrota       | 23–9 (1)  | C. B. Dollaway    | Decisión (unánime)                     | UFC 146                                            | 26 de mayo de 2012       | 3      | 5:00      | Las Vegas, Nevada, Estados Unidos         |       |
| Derrota       | 23–8 (1)  | Michael Bisping   | TKO (rodillazos al cuerpo y golpes)    | The Ultimate Fighter 14 Finale                     | 3 de diciembre de 2011   | 3      | 3:34      | Las Vegas, Nevada, Estados Unidos         |       |
| Victoria      | 23–7 (1)  | Kazushi Sakuraba  | Rendición (arm-triangle choke)         | DREAM 16                                           | 25 de septiembre de 2010 | 1      | 2:09      | Nagoya, Japón                             |       |
| Victoria      | 22–7 (1)  | Tim Stout         | TKO (golpes)                           | Strikeforce: Nashville                             | 17 de abril de 2010      | 1      | 3:09      | Nashville, Tennessee, Estados Unidos      |       |
| Derrota       | 21–7 (1)  | Jake Shields      | Decisión (unánime)                     | Strikeforce: Fedor vs. Rogers                      | 7 de noviembre de 2009   | 5      | 5:00      | Hoffman Estates, Illinois, Estados Unidos |       |
| Sin resultado | 21–6 (1)  | Ronaldo Souza     | Sin resultado (corte)                  | DREAM 9                                            | 26 de mayo de 2009       | 1      | 2:33      | Yokohama, Japón                           |       |
| Victoria      | 21–6      | Kala Hose         | Rendición (rear-naked choke)           | Kingdom MMA: Miller vs. Hose                       | 18 de abril de 2009      | 1      | 2:27      | Honolulu, Hawái, Estados Unidos           |       |
| Derrota       | 20–6      | Ronaldo Souza     | Decisión (unánime)                     | DREAM 4: Middleweight Grand Prix 2008 Second Round | 15 de junio de 2008      | 2      | 5:00      | Yokohama, Japón                           |       |
| Victoria      | 20–5      | Katsuyori Shibata | TKO (golpes)                           | DREAM 3: Lightweight Grand Prix 2008 Second Round  | 11 de mayo de 2008       | 1      | 6:57      | Saitama, Japón                            |       |
| Victoria      | 19–5      | Tim Kennedy       | Decisión (unánime)                     | HDNet Fights – Reckless Abandon                    | 15 de diciembre de 2007  | 3      | 5:00      | Dallas, Texas, Estados Unidos             |       |
| Victoria      | 18–5      | Hiromitsu Miura   | Decisión (unánime)                     | WEC 27                                             | 12 de mayo de 2007       | 3      | 5:00      | Las Vegas, Nevada, Estados Unidos         |       |
| Victoria      | 17–5      | Héctor Urbina     | TKO (golpes)                           | Icon Sport: Epic                                   | 31 de marzo de 2007      | 1      | 1:11      | Honolulu, Hawái, Estados Unidos           |       |
| Derrota       | 16–5      | Frank Trigg       | TKO (patadas de fútbol)                | Icon Sport – Mayhem vs Trigg                       | 1 de diciembre de 2006   | 2      | 2:53      | Honolulu, Hawái, Estados Unidos           |       |
| Victoria      | 16–4      | Robbie Lawler     | Rendición (arm-triangle choke)         | Icon Sport – Mayhem vs Lawler                      | 2 de septiembre de 2006  | 3      | 2:50      | Honolulu, Hawái, Estados Unidos           |       |
| Victoria      | 15–4      | Lodune Sincaid    | Rendición (rear-naked choke)           | WFA: King of the Streets                           | 22 de julio de 2006      | 1      | 4:29      | Los Ángeles, California, Estados Unidos   |       |
| Victoria      | 14–4      | Stefan Gamlin     | Rendición (arm-triangle choke)         | Icon Sport – Mayhem vs Giant                       | 26 de mayo de 2006       | 1      | 0:46      | Honolulu, Hawái, Estados Unidos           |       |
| Victoria      | 13–4      | Falaniko Vitale   | Rendición (rear-naked choke)           | Icon Sport – Opposites Attract                     | 28 de octubre de 2005    | 2      | 2:41      | Honolulu, Hawái, Estados Unidos           |       |
| Victoria      | 12–4      | Mark Moreno       | Rendición (armbar)                     | Superbrawl – Icon                                  | 23 de julio de 2005      | 1      | 4:54      | Las Vegas, Nevada, Estados Unidos         |       |
| Derrota       | 11–4      | Georges St-Pierre | Decisión (unánime)                     | UFC 52                                             | 16 de abril de 2005      | 3      | 5:00      | Las Vegas, Nevada, Estados Unidos         |       |
| Victoria      | 11–3      | Ronald Jhun       | Rendición técnica (arm-triangle choke) | SB 37 – SuperBrawl 37                              | 16 de octubre de 2004    | 2      | Sin datos | Salt Lake City, Utah, Estados Unidos      |       |
| Victoria      | 10–3      | Egan Inoue        | TKO (detención de la esquina)          | SB 32 – SuperBrawl 32                              | 5 de diciembre de 2003   | 2      | 5:00      | Honolulu, Hawái, Estados Unidos           |       |
| Victoria      | 9–3       | Sean Taylor       | Rendición (triangle choke)             | SB 31 – SuperBrawl 31                              | 20 de septiembre de 2003 | 2      | 3:32      | Honolulu, Hawái, Estados Unidos           |       |
| Victoria      | 8–3       | Mark Longworth    | Rendición (rear-naked choke)           | PFC – Put Up or Shut Up                            | 23 de agosto de 2003     | 2      | Sin datos | Upland, California, Estados Unidos        |       |
| Victoria      | 7–3       | Jason Buck        | Decisión (dividida)                    | SB 30 – Collision Course                           | 13 de junio de 2003      | 3      | 3:00      | Honolulu, Hawái, Estados Unidos           |       |
| Derrota       | 6–3       | Tim Kennedy       | Decisión (unánime)                     | EC 50 – Extreme Challenge 50                       | 23 de febrero de 2003    | 3      | 5:00      | Salt Lake City, Utah, Estados Unidos      |       |
| Victoria      | 6–2       | Denis Kang        | Rendición (rear-naked choke)           | EC 50 – Extreme Challenge 50                       | 23 de febrero de 2003    | 2      | 1:41      | Salt Lake City, Utah, Estados Unidos      |       |
| Victoria      | 5–2       | Todd Carney       | TKO (detención de la esquina)          | FFP – February Fight Party                         | 1 de febrero de 2003     | 1      | 2:31      | Atlanta, Georgia, Estados Unidos          |       |
| Derrota       | 4–2       | Todd Carney       | Rendición (guillotine choke)           | ISCF – Atlanta                                     | 16 de agosto de 2002     | 1      | 1:32      | Atlanta, Georgia, Estados Unidos          |       |
| Victoria      | 4–1       | Phil Ensminger    | Rendición (triangle choke)             | RFC1 – The Beginning                               | 13 de julio de 2002      | 1      | 3:23      | Las Vegas, Nevada, Estados Unidos         |       |
| Victoria      | 3–1       | Toby Imada        | Decisión (unánime)                     | XP 2 – Xtreme Pankration 2                         | 12 de abril de 2002      | 2      | 5:00      | Los Ángeles, California, Estados Unidos   |       |
| Derrota       | 2–1       | Chael Sonnen      | Decisión (unánime)                     | HFP 1 – Rumble on the Reservation                  | 30 de marzo de 2002      | 2      | 5:00      | Anza, California, Estados Unidos          |       |
| Victoria      | 2–0       | Brian Warren      | Rendición (rear-naked choke)           | ISCF – Battle at the Brewery 2001                  | 8 de diciembre de 2001   | 2      | 2:53      | Atlanta, Georgia, Estados Unidos          |       |
| Victoria      | 1–0       | Brian Warren      | Rendición (rear-naked choke)           | UP 1 – Ultimate Pankration 1                       | 11 de noviembre de 2001  | 1      | 3:15      | Cabazon, California, Estados Unidos       |       |